# Epipedobates
Epipedobates  (лат.) — род бесхвостых земноводных из семейства древолазов.

## Описание
Общая длина представителей этой рода достигает 3—3,5 см. Наблюдается половой диморфизм: самки крупнее самцов. Голова небольшая, туловище стройное, вытянутое. Пальцы с округлыми дисками в виде присосок. У большинства видов глаза большие, навыкате. Окраска яркая: на тёмном фоне спины преобладают красные, оранжевые, жёлтые цвета. Брюхо более однотонное.

## Образ жизни
Предпочитают тропические и субтропические леса, места вдоль рек, сельскохозяйственные угодья. Встречаются на высоте до 2000 м над уровнем моря. Активны днём или утром. Питаются мелкими беспозвоночными.

## Распространение
Обитают в Колумбии, Эквадоре и Перу.

## Классификация
На февраль 2023 года в род включают 8 видов:
- Epipedobates anthonyi (Noble, 1921)
- Epipedobates boulengeri (Barbour, 1909)
- Epipedobates darwinwallacei Cisneros-Heredia and Yánez-Muñoz, 2011
- Epipedobates espinosai (Funkhouser, 1956)
- Epipedobates machalilla (Coloma, 1995)
- Epipedobates maculatus (Peters, 1873)
- Epipedobates narinensis Mueses-Cisneros, Cepeda-Quilindo, and Moreno-Quintero, 2008
- Epipedobates tricolor (Boulenger, 1899)